# Ivan Bilibin

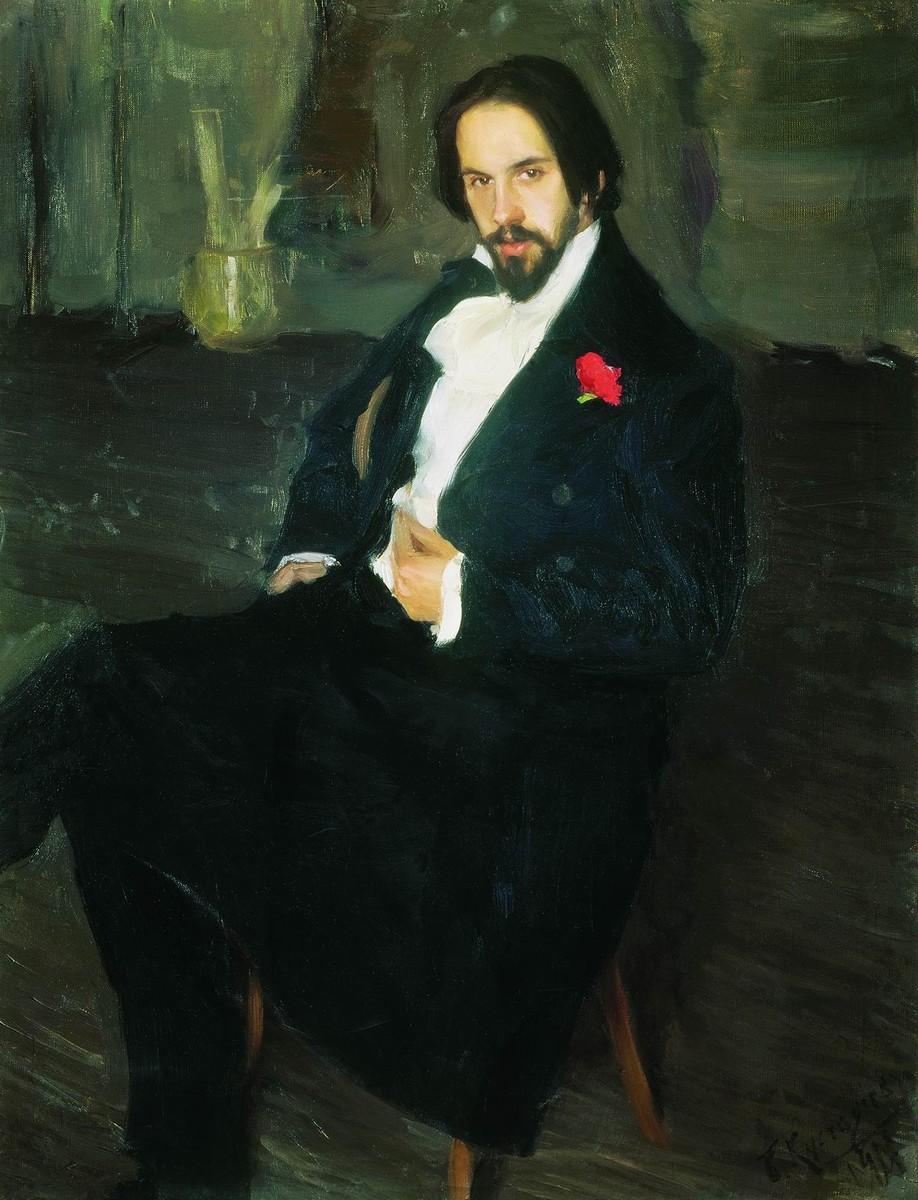
Ivan Jakovlevitsj Bilibin. Schilderij van Boris Koestodiev (1901).

Ivan Jakovlevitsj Bilibin (Russisch: Иван Яковлевич Билибин) (Sint-Petersburg, 16 augustus 1876 (O.S. 4 augustus) - Leningrad, 7 februari 1942) was een Russische illustrator en decorateur. Hij nam deel aan de Mir Iskoesstva-beweging en was een medewerker van Les Ballets Russes. Hij was sterk beïnvloed door traditionele Slavische folklore. Ook Japanse traditionele prenten hadden een grote invloed op hem.
Bilibin was een leerling van Ilja Repin en vervolgde zijn studie in München. Hij werd bekend in 1899 met zijn illustraties van Russische sprookjes. Na de Bloedige Zondag in 1905, publiceerde hij enkele revolutionaire cartoons. Hij kon zich echter niet vinden in de revolutie van 1917. Na korte verblijven in Caïro en Alexandrië, vestigde hij zich in 1925 in Parijs. Hij leefde daar van de opdrachten om privéhuizen en orthodoxe kerken te beschilderen. Hij bleef echter heimwee houden naar zijn vaderland, en na een opdracht in 1936 om de Sovjetambassade te decoreren, keerde hij terug naar de Sovjet-Unie. Daar gaf hij tot 1941 les aan de Sovjet Academie der Kunsten. Bilibin stierf in 1942 tijdens het Duitse beleg van Leningrad.

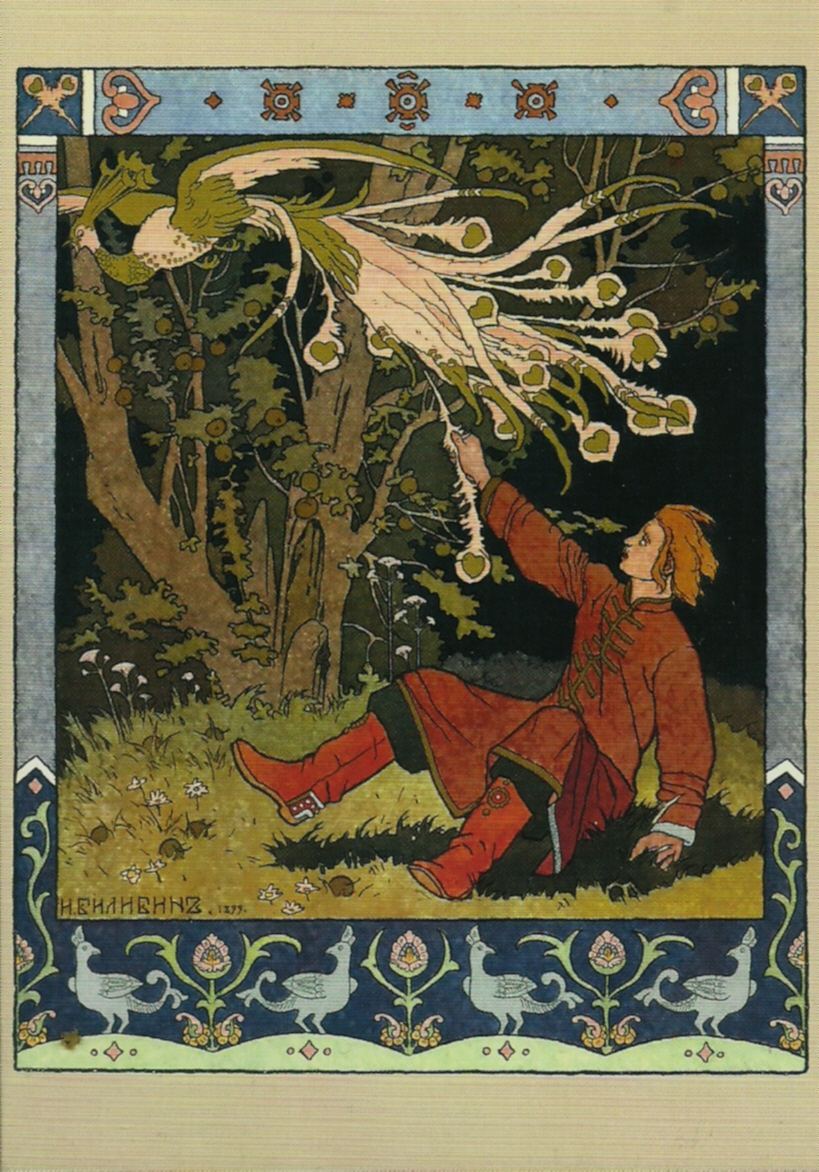
Ivan tsarevitsj vangt een veer van de vuurvogel.
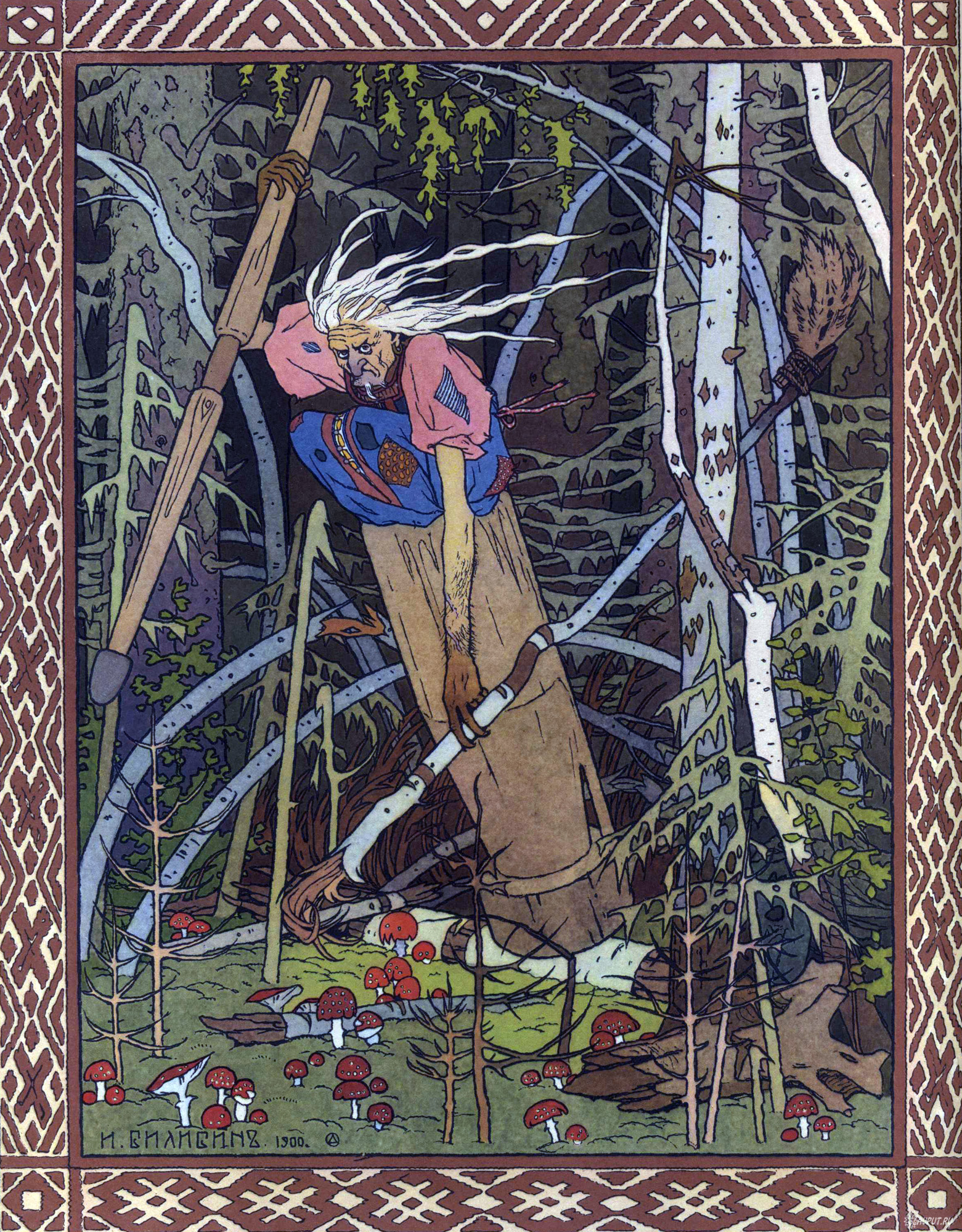
Baba Jaga in het sprookje van De mooie Vasilisa.
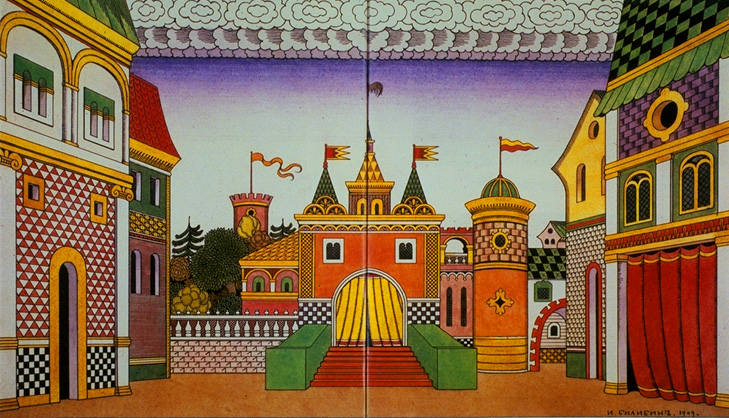
Decorontwerp voor de opera Le Coq d'Or.

- Bibsys: 90261899
- Biblioteca Nacional de España: XX848335
- Bibliothèque nationale de France: cb12590344m (data)
- CiNii: DA06426162
- Digitale Bibliotheek voor de Nederlandse Letteren: bili001
- Gemeinsame Normdatei: 118510851
- International Standard Name Identifier: 0000 0001 0907 6077
- Library of Congress Control Number: n50018017
- Nationale Bibliotheek van Letland: 000111745
- MusicBrainz: 06a1880b-253f-4ed7-a5a1-f1d414822fa5
- Bibliotheek van het Japanse parlement: 00433304
- Nationale Bibliotheek van Tsjechië: js20020805861
- Nationale bibliotheek van Australië: 35018632
- Nationale Bibliotheek van Israël: 987007303881705171
- Nationale Bibliotheek van Polen: a0000002206124
- Nationale en Universitaire bibliotheek Zagreb: 000106687
- Nederlandse Thesaurus van Auteursnamen: 069141282
- Réseau des bibliothèques de Suisse occidentale: 02-A021730175
- RKD-Nederlands Instituut voor Kunstgeschiedenis: 8414
- Russische Staatsbibliotheek: 000095051
- Istituto Centrale per il Catalogo Unico: RAVV015555
- LIBRIS: 178294
- SNAC: w60g40p4
- Système universitaire de documentation: 053425200
- Trove: 793028
- Union List of Artist Names: 500030855
- Virtual International Authority File: 61666423
- WorldCat: E39PBJmy3QDK6tHg8wmBvgqYT3